# Romme travbana
Romme travbana eller Dalatravet är en travbana vid riksväg 70 cirka sju kilometer sydost om Borlänge, som namnet antyder belägen i stadsdelen Romme. Travbanan invigdes den 3 juli 1955 (några månader efter Dalarnas andra bana i Rättvik).
Romme travbana arrangerar tävlingar året om. Rommeheatet, som kördes första gången 1957, är ansett som Rommes största lopp för varmblod. För kallbloden är Svensk-Norska loppet en klassiker som körts årligen ända sedan 1956. 
Romme är också en av medarrangörerna till treåringsserien E3, så varje år körs något av loppen i den serien på banan. Ett annat stort publikevenemang är midnattstravet som körs under högsommaren.